# Scouts de Argentina Asociación Civil
Scouts de Argentina Asociación Civil (abreviado: SAAC) es una asociación civil sin fines de lucro organización no gubernamental (ONG) dedicada a la educación no formal mediante y máxima asociación del escultismo. 
Está afiliada cómo asociación nacional a la Organización Mundial del Movimiento Scout.

## Historia
Se funda en 1912 la 'Asociación de Boy Scouts Argentinos' por Francisco Pascasio Moreno y en 1917 es reconocida por el presidente de la Nación Hipólito Irigoyen cómo asociación nacional. En ese momento, debido a su diferencia con otros valores del movimiento, no todos los grupos se unieron a la asociación. Siendo así la formación de la asociación escultista argentina.
En 1937, el presbítero Julio Meinville funda la Unión de Scouts Católicos Argentinos, la cual era la institución responsable de agrupar a los grupos scouts homogéneos patrocinados por la Iglesia Católica. Fue reconocida ese mismo año cómo asociación privada de fieles por el arzobispo de Buenos Aires, cardenal Santiago Luis Copello.
Luego la aosciación fue renombrada a Asociación de Scouts de Argentina (ASA).
Comenzando con la unificación de ambas asociaciones (ASA y USCA) se creó el Comité Coordinador del Scoutismo Argentino, compuesta por el presidente y el Jefe Scout Nacional de ASA, y el Capellán Nacional y el Jefe Scout Nacional de USCA, siendo completado con cuatro miembros. Y durante el gobierno militar del 1976, el Episcopado Argentino autoriza el proceso de la unificación de las asociaciones; tal proceso de unificación finalizó en 1996 creando la actual asociación Scouts de Argentina Asociación Civil, que no es la continuadora de ninguna de las dos anteriores mencionadas ya que fueron disueltas en el mismo año ya mencionado.
Con tal proceso de unificación, las partes en contra de la asociación unificada crearon la Asociación Diocesana de Scouts Católicos (ADiSCa).
También muchos otros grupos crearon más de 100 asociaciones diferentes en el territorio nacional.
Por su parte de la confesión católica, parte de SAAC, se creó la Comisión Pastoral Scout Católica (CoPaSCa), la cual es continuadora de la USCA y de su función cómo asociación privada de fieles.

## Estructura

### Consejo Directivo
El Consejo Directivo es el órgano mayor de la asociación, se encarga de dirigir y administrar la asociación. Su total composición es de miembros de la asociación electos previamente por todos los miembros de derecho en la Asamblea Nacional.
Los miembros del Consejo Directivo son llamados 'consejeros' en igualdad, aunque existen reglamentación para conformar el Consejo.
Está compuesto por el Jefe Scout Nacional (Presidente), el Vicepresidente, un Tesorero, un Secretario, doce miembros titulares (llamados Vocales o Consejeros, el mismo Consejo designa entre ellos al vicepresidente, al tesorero y al secretario) y seis miembros suplentes. Estos con derecho a voz y voto.
Lo integran también el director ejecutivo y el Asesor Nacional de Formación Religiosa, solo con voz.

### Comité Ejecutivo
El Comité Ejecutivo es el máximo órgano operacional de la asociación, está presidido por el director ejecutivo y los Directores de Área. 
Los miembros de este (los Directores de Área) son también elegidos en la Asamblea Nacional conforme al reglamento electoral, estos participan de las sesiones del Comité Ejecutivo con voz y voto, y en las del Consejo Directivo solo con voz (cuando son invitados).

##### Comisión Pastoral Scout Católica
La Comisión Pastoral Scout Católica es una subasociación de los miembros que sean de religión católica. Su composición está dividida en la directiva y en los fieles católicos que sean miembros de SAAC.
Es presidida por el Equipo Nacional de Pastoral Scout Católica, que a la vez está compuesto por el Capellán Nacional (Obispo o Presbítero designado por la Conferencia Episcopal Argentina), un Comisionado Nacional (que representa a la Comisión ante el Comité Ejecutivo), el Secretario Ejecutivo y seis miembros elegidos por la Conferencia Nacional de Pastoral Scout Católica.
Es reconocida cómo asociación privada de fieles por la Conferencia Episcopal Argentina, tras un decreto del cardenal Copello.
Su división es la misma que las de las circunscripciones eclesiásticas que se adapta a las Zonas y Distritos de SAAC.

### Comisión Revisora de Cuentas
La Comisión Revisora de Cuentas de la asociación, es el organismo que se encarga de llevar y administrar la contabilidad económica y lleva los actos contables y admininistrativos de la asociación.
Está compuesta por tres revisores titulares y uno suplente, elegidos por la Asamblea; entre los titulares se eligen un presidente y un secretario.

### Corte Nacional de Honor
La Corte Nacional de Honor actúa cómo tribunal disciplinario y honorífico, es decir, impone sanciones y condecoraciones a los miembros de la asociación. Puede expulsar a algún miembro y conoce las infracciones de la Ley Scout o de la Promesa por parte de los miembros y otorga las condecoraciones asignadas por las normas.
Está compuesta por seis miembros titulares y tres suplentes elegidos en la Asamblea Nacional, igual que en la CRC, se elige entre los titulares un presidente y un secretario.

## División
La división asociativa está basada en dos niveles: Zonas y Distritos (que integran las zonas) y los Grupos Scouts (que integran los Distritos).

### Zonas
Actualmente en Scouts de Argentina la máxima división es la Zona, que agrupa a los distintos Distritos de una provincia o región, existen 50 Zonas en toda la Argentina.
La máxima autoridad zonal es el director de Zona, que es elegido en las distintas Asambleas Distritales en conjunto de una Zona, preside el Consejo de Zona que es integrado por los Asistentes Zonales (máxima autoridad zonal respecto a las áreas) y los distintos Directores de Distrito de la Zona en conjunto con un Representante Juvenil.

### Distritos
Los Distritos agrupan a los Grupos Scouts de una región y conforman a la vez una Zona, pueden existir uno o varios Distritos en una Zona
La máxima autoridad es el director de Distrito que preside el Consejo de Distrito integrado por los Asistentes Distritales, los Jefes de Grupo y dos Representantes Juveniles